# Волнцах
Волнцах (њем. Wolnzach) град је у њемачкој савезној држави Баварска. Једно је од 19 општинских средишта округа Пфафенхофен ан дер Илм. Према процјени из 2010. у граду је живјело 11.013 становника. Посједује регионалну шифру (AGS) 9186162.

## Географски и демографски подаци
Волнцах се налази у савезној држави Баварска у округу Пфафенхофен ан дер Илм. Град се налази на надморској висини од 415 метара. Површина општине износи 91,6 km². У самом граду је, према процјени из 2010. године, живјело 11.013 становника. Просјечна густина становништва износи 120 становника/km².

## Међународна сарадња
| Мјесто    | Држава  | Врста сарадње | Од    |
| --------- | ------- | ------------- | ----- |
| Поперинге | Белгија | партнерство   | 1966. |
| Извор     |         |               |       |